# Organy Śląska Opolskiego
Organy Śląska Opolskiego – seria płytowa z muzyką organową wykonywaną na wyremontowanych organach w parafiach diecezji opolskiej. Seria zapoczątkowana w roku 2009, w roku 2019 obejmowała 25 woluminów. Nagranych zostało 45 instrumentów. Płyty wydawane są przy współpracy Diecezjalnego Instytutu Muzyki Kościelnej w Opolu i opolskich wydawnictw.

## Idea
Seria płytowa „Organy Śląska Opolskiego”, wydawana pod redakcją ks. Grzegorza Poźniaka, nie byłaby możliwa bez licznych starań o konserwację, naprawę i renowację organów kościelnych. Przeprowadzone remonty i naprawy instrumentów organowych zachowają je dla następnych pokoleń. Ta inicjatywa wynika z troski o dziedzictwo religijno-kulturowe Śląska Opolskiego. Nagrania ukazują unikatowe brzmienia instrumentów, charakterystyczne dla każdego z nich. Utwory wykonywane na każdym z instrumentów dobierane są do jego możliwości brzmieniowych, ukazując ich niepowtarzalność.

## Charakterystyka
Każdy z woluminów ma podobną szatę graficzną. Tytuły są w języku łacińskim (z wyjątkiem nr 2) i nawiązują do tematyki utworów znajdujących się na płycie. Na okładkach znajdują się zdjęcia kościołów, w których zostały wykonane nagrania lub zdjęcia samych instrumentów. Do każdej płyty dołączony jest booklet zawierający: szczegółową charakterystykę instrumentu, słowo redaktora, opis dyspozycji, historię parafii i kościoła, w którym nagrywano płytę. Booklet ma dwie wersje językowe – polską i niemiecką. Płyty różnią się od siebie kolorystyką.

## Płyty w serii[2]
Do tej pory w serii ukazały się następujące woluminy:
1. Fiat Lux – na organach gra Stefan Baier – Głubczyce, kościół parafialny Narodzenia NMP, rok 2009
2. Moja Muzyko... – na organach gra Gabriela Dendera – Ligota Turawska, kościół parafialny pw. św. Katarzyny Aleksandryjskiej; Przewóz, kościół filialny pw. św. Judy Tadeusza; Otmuchów, kościół parafialny pw. św. Mikołaja i Franciszka Ksawerego
3. Musica ex moenibus – na organach grają Stefan Baier i Gabriela Czurlok – Paczków, kościół parafialny św. Jana Apostoła, rok 2010
4. Constellationes Opolienses – na organach gra Piotr Rojek – Lewice, kościół parafialny pw. św. Marii Magdaleny; Wiechowice, kościół parafialny pw. św. Anny; Kuniów, kościół parafialny pw. Narodzenia Jana Chrzciciela; Pietrowice Wielkie, kościół parafialny pw. św. Wita, Modesta i Krescencji, rok 2011
5. Ecce lignum – na organach gra Stefan Baier – Koźle, kościół parafialny pw. św. Zygmunta i św. Jadwigi, rok 2011
6. Musicam Silesiam Promovere – na organach gra Waldemar Krawiec – Kozłowice, kościół parafialny pw. św. Jana Chrzciciela; Krośnica, kościół parafialny pw. NSPJ; Kórnica, kościół parafialny pw. śś. Fabiana i Sebastiana; Popielów, kościół parafialny pw. NMP Królowej
7. Per Musicam ad fidem – na organach gra Brygida Tomala – Babice, kościół parafialny pw. św. Anny; Jełowa, kościół parafialny pw. św. Bartłomieja; Kędzierzyn-Koźle (Blachownia), kościół parafialny pw. św. Piusa X i św. Marii Goretti; Tworków, kościół parafialny pw. św. Piotra i Pawła, rok 2012
8. Fantasia silesiana – na organach gra Bogusław Raba – Krzanowice, kościół parafialny pw. św. Wacława, rok 2013
9. Laudate Deum in Organo – na organach gra Julian Gembalski – Opole-Groszowice, kościół parafialny pw. św. Katarzyny Aleksandryjskiej, rok 2012
10. Qui habitat in adiutorio Altissimi – na organach gra Elżbieta Charlińska – Mechnica, kościół parafialny pw. św. Jakuba Apostoła, rok 2013
11. Ad maiorem Dei gloriam – na organach gra Michał Markuszewski – Izbicko, kościół parafialny pw. św. Jana Chrzciciela; Kędzierzyn-Koźle (Cisowa), kościół parafialny pw. św. Franciszka z  Asyżu i św. Jacka; Osowiec-Węgry, kościół parafialny pw. św. Józefa Robotnika; Pisarzowice, kościół parafialny pw. św. Michała Archanioła, rok 2014
12. Laetabitur cor nostrum – na organach gra Thomas Drescher – Korfantów, kościół parafialny pw. Trójcy Świętej, rok 2014
13. Musica per Verticem – na organach gra Andrzej Szadejko – Wierzch, kościół parafialny pw. św. Wawrzyńca, rok 2015
14. Magnificat - na organach gra Junko Nishio-Makino – Strzelce Opolskie, kościół parafialny pw. św. Wawrzyńca, rok 2015
15. Musicae varietates – na organach gra Michał Markuszewski – Grobniki, kościół parafialny pw. ścięcia Jana Chrzciciela; Księże Pole, kościół parafialny pw. św. Bartłomieja; Racibórz, kościół parafialny pw. Matki Bożej; Równe, kościół parafialny pw. św. Apostołów Piotra i Pawła, rok 2015
16. Resonet in laudibus – na organach gra Stefan Baier – Jaryszów, kościół parafialny pw. Wniebowzięcia NMP, rok 2015
17. Civibus urbis Opoliae – na organach gra Maciej Lamm – Opole, kościół pw. św. Sebastiana, rok 2017[4]
18. Solum Car●l●men – na organach gra Jaroslav Tůma – Pokój, ewangelicki kościół Księżnej Zofii, rok 2017
19. Deus meus refugii mei rupes – na organach gra Moisés Santiesteban Pupo – Opole, kościół katedralny pw. Podwyższenia Krzyża Świętego, rok 2017
20. Deo gratias – na organach gra Agnieszka Hyla – Kędzierzyn-Koźle (Sławięcice), kościół parafialny pw. św. Katarzyny Aleksandryjskiej, rok 2017
21. Meditationes ad misterium Trinitatis – na organach gra Gabriela Czurlok – Prudnik, kościół parafialny pw. św. Michała Archanioła, rok 2018
22. Regi gloriae – na organach gra Jakub Garbacz – Komorniki, kościół parafialny pw. Nawiedzenia NMP, rok 2018
23. Ex operibus romanticorum – na organach gra Michał Duźniak – Opole-Czarnowąsy, kościół parafialny pw. Bożego Ciała i św. Norberta, rok 2018
24. Ars Musica pro Nova Terra – na organach gra Maciej Lamm – Nowa Cerekwia, kościół parafialny pw.  Świętych Apostołów Piotra i Pawła, rok 2019[5]
25. Exsultate, jubilate – na organach gra Gabriela Czurlok – Sieroniowice, kościół filialny pw.  Matki Bożej Fatimskiej; Stare Koźle, kościół parafialny pw. św. Jana Nepomucena; Jamy, kościół filialny pw. św. Mikołaja i św. Małgorzaty; Kąty Opolskie, kościół parafialny pw. Najświętszego Serca Pana Jezusa, rok 2019[6]

## Nagrody i wyróżnienia
Wśród płyt serii „Organy Śląska Opolskiego” znajdują się także wyróżnione i nagrodzone woluminy:
- płyta Ad Maiorem Dei gloriam w roku 2015 została nominowana do nagrody Fryderyk (kategoria „Album roku – recital solowy”), przyznawanej przez Akademię Fonograficzną, działającą w Związku Producentów Audio-Video[7]
- płyta Solum Car●l●men w roku 2018 otrzymała wyróżnienie w konkursie Feniks 2018 (kategoria „Muzyka chrześcijańska-klasyczna”), organizowanym przez Stowarzyszenie Wydawców Katolickich[8]
- płyta Deus meus refugii mei rupes w roku 2018 otrzymała wyróżnienie w konkursie Feniks 2018 (kategoria „Muzyka chrześcijańska-klasyczna”), organizowanym przez Stowarzyszenie Wydawców Katolickich[8]